# Amenofis III.
Amenofis III. (izvorno Amenhotep III.) je bio egipatski faraon iz XVIII. Dinastije.
Imao je 4 supruge, a to su: Tadukhipa, Tiye, Sitamun, Gilukhipa.
Imao je 7 djece. Djecu mu je rodila samo supruga Tiye. Djeca s njom su: Eknaton (sin), Smenkhkare (sin), Mlađa Dama (kći), Sitamun (kći), Thutmose (sin), Beketaten (kći), Henuttaneb (kći), Nebetah (kći) i Iset (kći).
Vladao je od 1403. do 1364. pr. Kr. Njegova vladavina obilježena je razdobljem mirnog razvoja države tijekom kojega su podignuti Memnonovi kolosi i najljepši egipatski hramovi (Karnak, Teba).

## Poveznice
- Popis faraona
- Povijest drevnog Egipta
- Umjetnost drevnog Egipta
- Juja

## Vanjske poveznice
- Komemorativni skarab Amenofisa III.  Arhivirana inačica izvorne stranice od 25. kolovoza 2007. (Wayback Machine)